# 岡山市立旭竜小学校
岡山市立旭竜小学校（おかやましりつきょくりゅうしょうがっこう）は、岡山県岡山市中区にある市立小学校。

## 概要
- 岡山市北東部に位置する旭竜地区は、元々は岡山の野菜生産地であったが、市街地に近く、静かな環境だったことから住宅建設が進み、その結果、児童数も増加したことから、宇野小学校と高島小学校の一部学区を分離し、開校した小学校である。

## 学校教育目標
- わたしがすき あなたがすき みんなかがやく 旭竜っ子

## 沿革
- 1973年（昭和48年）9月 - 岡山市教育委員会は、分離校設置を決定。
- 1977年（昭和52年）
  - 1月 - 校名と学区を決定。
  - 4月 - 開校。ただし、校舎は、この時点では統合できず、それぞれ旭竜小学校宇野校舎・旭竜小学校高島校舎とした。
  - 9月 - 新校舎に統合。
  - 11月 - 岡山市立旭竜小学校開校記念式挙行。
- 1978年（昭和53年）
  - 3月 - 体育館竣工、校歌選定。
  - 6月 - プール竣工。
- 1979年（昭和54年）12月 - 総合遊具完成。
- 1980年（昭和55年）10月 - 玄関前植栽、舗装完成。
- 1983年（昭和58年）8月 - 竜の池完成。
- 1986年（昭和61年）10月 - 創立10周年記念式典挙行。
- 1993年（平成5年）9月 - 運動場拡張。
- 1996年（平成8年）9月 - 創立20周年記念式典挙行。
- 2001年（平成13年）11月 - メディアルーム完成。
- 2003年（平成15年）6月 - プール改修。
- 2006年（平成18年）10月 - 創立30周年記念式典挙行。

## 通学区域
特記無き地区は全域
- 岡山市中区[1]
  - さい（JR山陽線以北の地域）
  - 中島（JR山陽線以南を除く）
  - 八幡
  - 八幡東町
  - 高島一丁目
  - 高島二丁目
  - 今在家（公務員宿舎のみ）

## 主な進学先
出典
- 岡山市立高島中学校

## 学校周辺
- 旭竜小学校児童クラブ - 同一建物内
- マルナカ八幡店 - 岡山市道をはさんで、敷地が隣接。
- 八幡公園
- 八幡宮
- 高島公園
- 岡山県道96号岡山赤穂線
- ファミリーマート岡山中島店
- 旭東浄水場
- 後楽園用水
- 百間川

## アクセス
- 宇野バス『表町BC～東岡山線（岡山駅前経由）』で、
  - 「中島上」バス停下車後、正門（校門）まで、徒歩約255m・約4分。
  - 「高島団地」バス停下車後、東門（校門）まで、徒歩約300m・約5分。